# Boris Marić
Boris Marić (Mostar, 2. svibnja 1985.) je nogometaš iz BiH. Igrao je na položaju napadača.
Igrao je za Croatiju iz Toronta, NK Posušje i HŠK Zrinjski Mostar.

## Igračka karijera
- 2003/04. :  Zrinjski (Mostar)
- 2004/05. :  Zrinjski (Mostar)
- 2005/06. :  Zrinjski (Mostar)
- 2006/07. :  Croatia (Toronto)

## Naslovi
Kanadsko prvenstvo 2007.[nedostaje izvor]